# Дума Астраханской области
Ду́ма Астраха́нской о́бласти — законодательный орган власти Астраханской области.
В период 1994—2001 гг. представительный орган власти Астраханской области носил название Астраханское областное представительное собрание (АОПС). 22 ноября 2001 г. переименован в Госуда́рственную ду́му Астраханской области. 1 января 2011 года переименована в Думу Астраханской области.
Дума Астраханской области является однопалатным органом, избираемым сроком на пять лет.

## Выборы и избирательная система
Депутатом Думы Астраханской области может быть избран гражданин Российской Федерации, достигший на день выборов 21 года.
В 1994—2005 гг. Астраханское областное представительное собрание (АОПС) и Ду́ма Астраханской области избирались по мажоритарной избирательной системе. Депутаты избирались по одномандатным округам, количество которых в Астраханской области первоначально в 1994 г. составляло 25, с 1997 года и по настоящее время — 29. По мажоритарной системе были проведены выборы в 1994, 1997 и 2001 гг.
В 2006 г. в связи с изменением федерального избирательного законодательства прошли выборы по смешанной избирательной системе. Количество депутатов, избираемых по одномандатным округам и по партийным спискам, одинаковое — по 29. При голосовании за политические партии в областную думу прошли «Единая Россия» (38 %), «Родина» (16 %), КПРФ (14 %) и Партия пенсионеров (9 %).

## Руководство
С 2006 года количество депутатов — 58 человек. На штатной оплачиваемой основе могли работать не более 15 депутатов.
В 2018 году был принят закон о сокращении количества депутатов до 44 человек за счет укрупнения избирательных округов. Первые выборы по новой схеме прошли 19 сентября 2021 года.
В 1996—2000 гг. председатель законодательного органа области Павел Анисимов являлся членом Совета Федерации Федерального Собрания России
- Дьяков, Иван Николаевич 1990—1991
- Бородаев Валерий Васильевич 1994—1997
- Анисимов Павел Петрович 1997—2006
- Клыканов Александр Борисович 2006—2016
- Мартынов Игорь Александрович с 2016

## Комитеты
- Комитет по аграрно-продовольственной политике, природопользованию и экологии
- Комитет по бюджетно-финансовой, экономической, налоговой политике
- Комитет по здравоохранению и социальному развитию
- Комитет по государственному устройству и местному самоуправлению
- Комитет по образованию, культуре, науке, молодёжной политике и спорту
- Комитет по промышленной политике, предпринимательству, туризму и торговле
- Комитет по строительству, жилищно-коммунальному хозяйству, транспорту и связи